# Rush megye (Kansas)
Rush megye az Amerikai Egyesült Államokban, azon belül Kansas államban található. Megyeszékhelye és legnagyobb városa La Crosse. Lakosainak száma 2956 fő (2020. április 1.). Rush megye Ellis, Pawnee, Russell, Barton és Ness megyékkel határos.

## Népesség
A megye népességének változása:
| Lakosok száma | 3317 | 3201 | 3209 | 3186 | 3130 | 2956 |
|               | 2010 | 2011 | 2012 | 2013 | 2015 | 2020 |